# Luka Dolinar
Luka Dolinar, slovenski rimskokatoliški duhovnik, skladatelj in nabožni pesnik, * 14. oktober 1794, Škofja Loka, † 27. avgust 1863, Šmartno v Tuhinju.
Dolinar je leta 1818 v Ljubljani končal študij teologije. Kot duhovnik je služboval v Šmartnem v Tuhinjski dolini. Izdal je pet zvezkov svojih pesmi z napevi. V kompoziciji je bil samouk. Učil se je iz skladb G. Riharja in B. Potočnika. Med Dolinarjevimi pesmimi so najbolj znane: Pesme v nedele celiga leta (1829), Pesme od Farnih Pomočnikov ali Patronov v Ljubljanski škofiji (1839).
Dolinarjeve skladbe so preproste, največkrat triglasne, harmonija je dostikrat pomanjkljiva in kaže na delo samouka, vendar pa so bile med ljudstvom zelo priljubljene, nekatere se še sedaj pojejo kot ljudske pesmi.